# Pee Wee Reese
Harold Peter Henry Reese (ur. 23 lipca 1918, zm. 14 sierpnia 1999) – amerykański baseballista, który występował na pozycji łącznika przez szesnaście sezonów w Major League Baseball.
Reese zawodową karierę rozpoczął w zespole Louisville Colonels, w którym grał przez dwa lata. W lipcu 1939 w ramach wymiany zawodników i 35 tysięcy dolarów przeszedł do Brooklyn Dodgers, w którym zadebiutował 23 kwietnia 1940. Dwa lata później po raz pierwszy wystąpił w Meczu Gwiazd. W latach 1943–1945 służył w U.S. Army na Pacyfiku.
W 1955 zagrał we wszystkich meczach World Series, w których Dodgers pokonali New York Yankees 4–3. 26 września 1958 wystąpił po raz ostatni. W grudniu 1958 został członkiem sztabu szkoleniowego Dodgers. W późniejszym okresie był między innymi sprawozdawcą telewizyjnym w CBS (1960–1965) i NBC (1966–1969). W 1984 został wybrany do Galerii Sław Baseballu.
| Nagroda/wyróżnienie           | Lata                                                      | Źródło |
| 10× All-Star                  | 1942, 1946, 1947, 1948, 1949 1950, 1951, 1952, 1953, 1954 | [ 2 ]  |
| Zwycięzca w World Series      | 1955                                                      | [ 4 ]  |
| Lou Gehrig Memorial Award     | 1956                                                      | [ 6 ]  |
| Baseball Hall of Fame         | od 1984                                                   | [ 5 ]  |
| # 1 zastrzeżony przez Dodgers | 1984                                                      | [ 7 ]  |